# Aspilota nutricola
Aspilota nutricola är en stekelart som beskrevs av Sergey A. Belokobylskij 2007. Aspilota nutricola ingår i släktet Aspilota och familjen bracksteklar. Inga underarter finns listade.